# Prekodolce
Prekodolce (cyr. Прекодолце) – wieś w Serbii, w okręgu pczyńskim, w gminie Vladičin Han. W 2011 roku liczyła 1667 mieszkańców.